# Draco Malfoy
Draco Lucius Malfoy è un personaggio della serie di romanzi di Harry Potter, ideati dalla scrittrice britannica J. K. Rowling.
Draco fa parte della nobile casata purosangue dei Malfoy, nota per l'importanza che attribuisce alla purezza di sangue e per il sostegno dato a Lord Voldemort durante la sua ascesa. Draco è uno dei principali antagonisti della serie, eterno rivale di Harry Potter tanto a scuola quanto sul piano ideologico. Dopo l'arresto del padre al termine del quinto libro, segue le sue orme nell'unirsi ai Mangiamorte, rimanendo però ben presto orripilato dai loro metodi e dalle brutalità compiute da essi.
Compare in tutti gli adattamenti cinematografici della serie, dove è interpretato da Tom Felton; in italiano è doppiato da Flavio Aquilone.

## Concezione e sviluppo
Draco ha il compito di far risaltare le qualità di Harry Potter ed è vagamente ispirato ai bulli che l'autrice J.K. Rowling ha incontrato a scuola. L'autrice utilizza la famiglia Malfoy per introdurre temi di intolleranza e fanatismo in un ambiente dove le persone sono spesso giudicate solamente dai loro legami di sangue piuttosto che dal loro carattere o dai loro talenti.

### Nome
Malfoy era chiamato originariamente Draco Spungen nelle prime bozze de La pietra filosofale. "Spungen" appare anche nell'elenco delle classi pre-canonico, ma venne cancellato e sostituito con il cognome "Spinks", mentre "Malfoy" è stato aggiunto più tardi dopo il completamento della lista. Philip Nel crede che Malfoy derivi dal costrutto francese mal foi, significante "malafede" a indicare le deplorevoli convinzioni della famiglia sulla purezza di sangue; la stessa Rowling ha confermato questa ipotesi durante un'intervista. In un articolo pubblicato nel 2002, Aleen e Don Nilsen sostengono che "Draco" derivi da draconian, e che il suo cognome derivi da mal, un prefisso francese per "cattivo" o "malvagio".
Molti dei parenti di Draco da parte di madre (la famiglia Black) si chiamano come stelle o costellazioni: analogamente Draco prenderebbe il nome dalla costellazione del dragone. Draco stesso avrebbe poi chiamato suo figlio Scorpius con il nome di un'altra costellazione, lo scorpione.

## Biografia del personaggio
Draco è l'ultimo discendente dei Malfoy, una facoltosa famiglia di maghi purosangue; il padre Lucius Malfoy è un noto ex-Mangiamorte. Cresciuto tra gli agi e le ricchezze di Villa Malfoy, all'età di undici anni viene ammesso a Hogwarts: durante la visita a Diagon Alley per comprare il necessario per l'anno scolastico avviene il suo primo incontro con Harry Potter, al quale dà subito una cattiva impressione a causa della sua arroganza e delle sue ideologie sulla purezza di sangue. Sull'espresso per Hogwarts entra subito in rivalità con Harry, dopo che quest'ultimo, irritato per alcuni commenti fatti da Draco a Ron Weasley sulle sue umili origini, rifiuta di unirsi alla sua cerchia. Giunto a scuola viene smistato in Serpeverde, come tutta la sua famiglia. Nel corso del primo anno cerca più volte di far espellere Harry senza successo. L'anno successivo fornisce alcune informazioni sulla camera dei segreti a Harry e Ron, questi ultimi trasformati in Tiger e Goyle con la pozione Polisucco. Al terzo anno viene ferito dall'ippogrifo Fierobecco dopo averlo offeso, intraprendendo così una vera e propria campagna per l'esecuzione della creatura e il licenziamento di Hagrid, appena nominato professore di Cura delle Creature Magiche: Hagrid però viene giudicato innocente e Fierobecco viene salvato dall'esecuzione da Harry e Hermione, con grande scorno di Draco.
Al quinto anno viene nominato prefetto di Serpeverde ed entra nella Squadra d'Inquisizione di Dolores Umbridge; dopo l'arresto di suo padre, introdottosi nell'Ufficio Misteri del Ministero della Magia assieme ad altri Mangiamorte per rubare la Profezia di Sibilla Cooman su ordine di Lord Voldemort, giura vendetta contro Harry. Si unisce quindi a sua volta ai Mangiamorte ed ottiene dal Signore Oscuro l'incarico di uccidere Albus Silente. Durante l'anno tenta in tutti i modi di uccidere il Preside ma i suoi piani falliscono sempre; nel mentre organizza un'invasione di Hogwarts da parte dei Mangiamorte. Riuscito a trarre Silente in trappola sulla torre di astronomia del castello, Draco si trova dinanzi all'anziano Preside molto indebolito e non trova la freddezza necessaria per ucciderlo, riuscendo solo a disarmarlo: questo gesto lo rende inconsapevolmente il padrone della Bacchetta di Sambuco, fino ad allora in possesso di Silente. Il preside però viene ucciso da Severus Piton, che in precedenza aveva giurato di svolgere il compito qualora Draco non vi fosse riuscito. L'anno successivo, quando Harry, Ron e Hermione vengono catturati dai Ghermidori e condotti a Villa Malfoy, Draco viene disarmato da Harry, perdendo il possesso sia della Bacchetta di Sambuco sia della propria. Durante l'assalto dei Mangiamorte al castello di Hogwarts tenta di fermare il trio nella Stanza delle Necessità, ma l'azione si conclude con la distruzione della stanza e del Diadema di Corvonero da parte di Tiger con l'incantesimo Ardemonio, che causa la morte di Tiger stesso e il salvataggio di Draco da parte di Harry. Al termine degli scontri si riunisce ai suoi genitori, riuscendo a evitare l'arresto grazie all'intervento di Harry. Diciannove anni dopo, Draco è stato assolto da tutte le accuse come Mangiamorte e si è sposato con Astoria Greengrass, dalla quale ha avuto un figlio di nome Scorpius.

## Descrizione

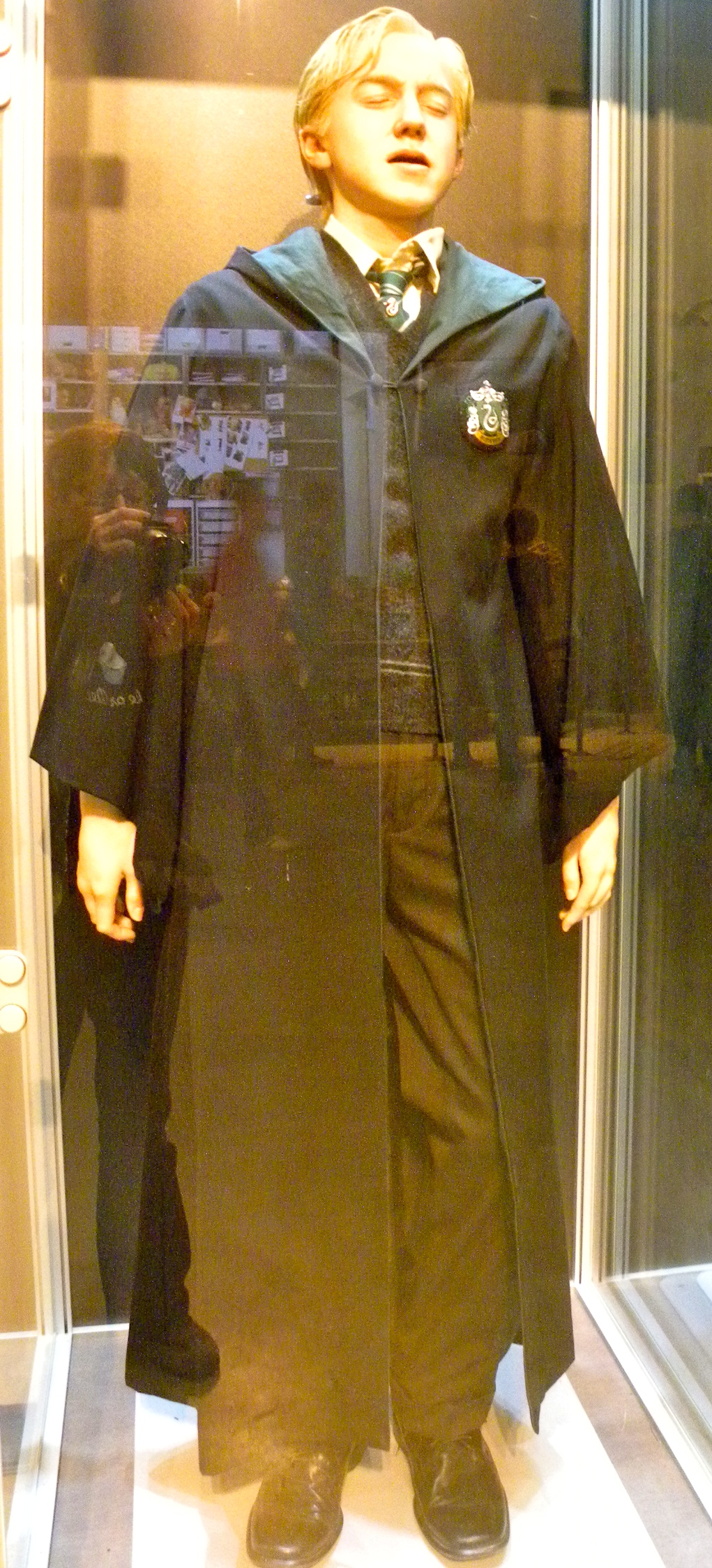
Manichino di Draco con la divisa di Hogwarts

### Aspetto fisico
Draco è descritto come un giovane pallido, dal viso affilato, i capelli biondo platino lisci e gli occhi chiari.

### Personalità
Draco ritiene inferiori le streghe ed i maghi nati babbani, definendoli spregiativamente "mezzosangue" e pensando che dovrebbe essergli negata l'educazione alla magia: tale ideologia gli è stata inculcata dalla sua famiglia, in particolare dal padre Lucius, il quale verrà sempre visto come un punto di riferimento da Draco, che cercherà costantemente di renderlo fiero. Presentato sin da subito come un personaggio borioso, razzista e classista, cerca di ottenere l'amicizia di Harry al solo fine di aumentare il proprio prestigio: al secco rifiuto di Harry, il quale gli preferisce il traditore del sangue Ron Weasley e la nata babbana Hermione Granger, inizia un'acerrima rivalità con il ragazzo, sostenuto anche dalla propria famiglia.
Il suo status di purosangue e il fatto di appartenere a una delle famiglie più influenti del mondo magico lo hanno fatto diventare un ragazzo viziato e convinto della propria superiorità, quindi ad Hogwarts, dove vige l'uguaglianza tra gli studenti, non riesce ad accettare di essere posto sullo stesso piano della gente che disprezza. Il continuo desiderio di imporre la propria volontà sugli altri lo trasforma in un bullo, ma il suo bullismo non è "fisico", come quello di Dudley Dursley, bensì psicologico, portandolo a colpire gli altri nei loro punti deboli, siano questi le scarse capacità magiche di Neville Paciock, la bassa disponibilità economica dei Weasley o l'assenza dei genitori di Harry. Inizia anche a provare un certo complesso di inferiorità verso Harry stesso, il quale è benvoluto da tutti.
Dopo essersi unito ai Mangiamorte, gli viene affidata da Voldemort, convinto del suo fallimento, la missione di uccidere Silente come punizione per gli sbagli del padre: Draco inizia quindi a mostrarsi insicuro e riluttante a seguire il sentiero tracciato dai propri genitori. Essendo stato minacciato di morte da Voldemort in caso di fallimento ed essendo intenzionato a riportare in alto l'onore della propria famiglia dopo l'arresto di suo padre, persevera nel proprio scopo, ma quando infine si trova dinanzi al Preside agonizzante non riesce a commettere l'omicidio. Si mostra quindi il vero carattere di Draco, quello di un ragazzo insicuro che ha agito al solo scopo di compiacere prima il padre e poi Voldemort in nome di un'ideologia in cui non crede davvero ma che gli è stata imposta.

### Bacchetta
La bacchetta di Draco è di biancospino con crine di coda di unicorno: la Rowling, sul suo sito, sostiene che tale legno è adatto e rispecchia la personalità di Draco, ma gliel'ha assegnato senza rendersi conto che era il legno "giusto" per la sua bacchetta. Alla fine del sesto libro disarmando Silente diventa inconsapevolmente il padrone della bacchetta del preside, ossia la leggendaria Bacchetta di Sambuco, uno dei Doni della Morte. Nel settimo libro, durante la fuga di Harry e compagni da Villa Malfoy, viene disarmato dal protagonista e perde il possesso sia della sua bacchetta sia della Bacchetta di Sambuco, che passano entrambe a Harry.

## Altri media
Draco è uno dei personaggi principali dell'opera teatrale Harry Potter e la maledizione dell'erede: qui aiuta Harry, Ron e Hermione a salvare suo figlio Scorpius e Albus Severus Potter da Delphini Riddle utilizzando una giratempo in suo possesso.

### Adattamenti cinematografici
Negli otto film della saga cinematografica è interpretato dall'attore Tom Felton. Il Draco di Felton ha ottenuto particolare successo soprattutto tra le fan di sesso femminile, che hanno circondato così il personaggio di un alone romantico che l'autrice ha cercato invano di far svanire. Dapprima divertita, la Rowling ha poi affermato che "l'idolatrazione di Draco Malfoy mi preoccupa... spero che non lo stiate confondendo con Tom Felton, che invece è un bel ragazzo. Draco non è una brava persona". L'interpretazione di Draco ha valso a Felton la vittoria agli MTV Movie Awards 2010 e 2011 per il miglior cattivo.

## Accoglienza
In un'intervista alla Royal Albert Hall, Rowling ha notato che ai ragazzi piace travestirsi più da Draco che da Harry Potter, e che la gente "si sta affezionando troppo a Draco", cosa che ritiene essere "leggermente preoccupante". Nella stessa intervista, Stephen Fry afferma che non appena Harry incontra Draco ha notato che c'è del razzismo anche nel mondo magico e che molte persone al potere possono essere "sgradevoli e corrotte come nel nostro mondo". Fry ha anche notato che "Malfoy, Tiger e Goyle sono quasi irrimediabilmente cattivi" ma che il primo, a differenza dei suoi compagni, "è ragionevolmente elegante". IGN ha descritto Malfoy come ottavo miglior personaggio in Harry Potter.

### Influenza culturale
I testi della band di Wizard rock Draco and the Malfoys sono scritti traendo spunto dai libri della serie di Harry Potter ma dal punto di vista di Draco Malfoy. Come la band Harry and the Potters, i membri dei Draco and the Malfoys si vestono come studenti di Hogwarts, in questo caso a tema Serpeverde.
Draco è parodiato dal personaggio di Jerko Phoenix nella serie I maghi di Waverly, negli episodi "Scuola di maghi - Parte 1 e 2" della prima stagione, nei quali Alex e Justin Russo vanno a una scuola di magia chiamata WizTech. Draco compare inoltre come Sacco, interpretato da Shane Lyons, nello sketch Harry Bladder del programma All That, nel quale Harry Bladder e altri studenti spesso incontrano Sacco mentre combina guai. Nella produzione teatrale Harry Potter and the Obnoxious Voice si vede Malfoy interagire con Hagrid e un Dissennatore. Draco è stato parodiato anche in uno sketch del programma Big Bite, dove è conosciuto come Mailboy (con suo padre Lucius parodiato come Mailman). In A Very Potter Musical Draco è interpretato dall'attrice Lauren Lopez. Nello spettacolo è palesemente attratto da Hermione e trascorre gran parte del tempo ad atteggiarsi e a rotolare sul pavimento.